# Creep (Radiohead-Lied)
Creep ist ein Lied der britischen Band Radiohead. Es erschien 1992 als erste Single der Band und ein Jahr darauf auf ihrem Debütalbum Pablo Honey.

## Urheberrecht
Da der Song eine ähnliche Harmoniefolge und Melodieführung wie das Lied The Air That I Breathe von Albert Hammond und Mike Hazlewood aufweist, werden diese als Co-Autoren aufgeführt. The Air That I Breathe wurde 1973 von Hammond veröffentlicht; eine Coverversion von den Hollies schaffte es ein Jahr später auf Platz 2 der britischen Singlecharts. Durch die Anerkennung der Ähnlichkeiten mit The Air That I Breathe kam es, nachdem Hammond und Hazlewood Ansprüche geltend gemacht hatten, gar nicht erst zu einem Rechtsstreit.

## Stil und Inhalt
Die Akkordfolge G–H–C–Cm zieht sich als Harmonisches Ostinato sowohl durch die Strophen als auch durch den Refrain. Bezeichnend ist vor allem der Wechsel von dem ruhigen Vers zum rockigen Refrain durch je zwei Schläge auf Jonny Greenwoods Gitarre. Radiohead selbst verbannten das Lied nach dem immensen Erfolg längere Zeit aus ihrem Live-Programm. Erst später bauten sie es hin und wieder in ihre Konzerte ein. Sänger Yorke kündigt das Lied oft sarkastisch mit dem Satz „It's time for some karaoke“ („Es ist Zeit für Karaoke“) an.
Das Lied richtet sich an eine Person, eine sie, die bewundert wird. Der Sänger nennt sich selbst einen widerlichen Menschen (creep), einen Spinner (weirdo), der nicht hierher gehöre. Er wolle einen perfekten Körper und eine perfekte Seele besitzen. Sie sei so besonders und er wünsche sich dies auch für sich selbst.
In einem Interview mit dem Rolling Stone erklärte Yorke, dass das Lied auf einer wahren Begebenheit beruhe. Zu Highschool-Zeiten war Yorke in eine Frau verliebt gewesen, hatte sich aber nie getraut sie anzusprechen, stattdessen hatte er sie nur aus der Ferne beobachtet. Dabei hatte er das Gefühl, ein Widerling zu sein und sie zu stalken und sich eingeredet, einfach nicht gut genug zu sein. Angeblich sah Yorke sie Jahre später auf einem Radiohead-Konzert in der ersten Reihe stehen, was jedoch umstritten ist.

## Versionen und Cover
Auf Radioheads EP My Iron Lung (1994) gibt es eine Akustikversion von Creep. Auch andere Künstler, wie zum Beispiel KoRn, The Pretenders und Prince, haben es auf Konzerten gecovert. 2003 erschien auf der CD Countryfication von The Twang eine Country-Version. Im Jahr 2010 veröffentlichte Gunter Gabriel eine deutsche Version des Liedes mit dem Titel Ich bin ein Nichts. Im Juni 2011 coverte die australische Synthi-Popband Parralox den Titel. Die Glee-Darsteller Lea Michele und Dean Geyer haben den Song in der am 21. März in den USA ausgestrahlten Glee-Episode Guilty Pleasures gecovert. Es existiert zudem eine Coverversion von Solar Fake auf ihrem Album Broken Grid. Der Song wurde außerdem erfolgreich vom belgischen Frauenchor Scala & Kolacny Brothers gecovert. 2015 veröffentlichte Scott Bradlee’s Postmodern Jukebox mit Haley Reinhart als Sängerin eine Jazz-Version des Liedes. In der Apple TV Serie The Morning Show von 2019 singt Rozzi Crane anfangs der 2. Episode der 1. Staffel eine Jazz-Version des Liedes. Der Titel wurde ebenfalls durch die amerikanische Metalcoregruppe In This Moment gecovert. Im Jahre 2024 coverten die Country-Sänger Ernest und Hardy das Lied.

## Rezeption
Bei der Erstveröffentlichung 1992 fand das Lied keine besondere Aufmerksamkeit. Die BBC fand es zu deprimierend und strich den Song wieder aus ihrer Playlist. Erst als die Single ein Jahr später wiederveröffentlicht wurde, gelang der Einstieg in die Singlecharts in Großbritannien und den USA. Zwischenzeitlich wurde das Lied auf verschiedenen Radiostationen gespielt und dadurch bekannter.
Für den amerikanischen Markt gab es eine zensierte Version, in der die Textzeile „you're so fucking special“ zu „you're so very special“ umformuliert wurde.
2008 kam es infolge einer Wiederveröffentlichung im Rahmen des Erscheinens des Radiohead: The Best of-Albums zu einem Wiedereinstieg (bzw. in einigen Ländern wie zum Beispiel der Schweiz zum Ersteinstieg) des Liedes in die Singlecharts.
Durch eine Cover-Version in der Casting-Show The Voice Kids 2019 konnte sich der Song wieder in den Charts aller deutschsprachigen Länder und somit auch zum ersten Mal in Deutschland platzieren.

## Kommerzieller Erfolg

### Chartplatzierungen
| ChartsChartplatzierungen       | Höchstplatzierung | Wochen |
| ------------------------------ | ----------------- | ------ |
| Deutschland (GfK)              | 50 (1 Wo.)        | 1      |
| Österreich (Ö3)                | 15 (11 Wo.)       | 11     |
| Schweiz (IFPI)                 | 39 (5 Wo.)        | 5      |
| Vereinigte Staaten (Billboard) | 34 (20 Wo.)       | 20     |
| Vereinigtes Königreich (OCC)   | 7 (34 Wo.)        | 34     |

### Auszeichnungen für Musikverkäufe
| Land/Region                  | Auszeichnungen für Musikverkäufe (Land/Region, Auszeichnung, Verkäufe) | Verkäufe  |
| ---------------------------- | ---------------------------------------------------------------------- | --------- |
| Australien (ARIA)            | Gold                                                                   | 35.000    |
| Chile (IFPI)                 | Gold                                                                   | 90.000    |
| Dänemark (IFPI)              | Platin                                                                 | 90.000    |
| Italien (FIMI)               | 3× Platin                                                              | 300.000   |
| Kanada (MC)                  | 7× Platin                                                              | 560.000   |
| Neuseeland (RMNZ)            | 5× Platin                                                              | 150.000   |
| Portugal (AFP)               | 3× Platin                                                              | 30.000    |
| Spanien (Promusicae)         | 2× Platin                                                              | 120.000   |
| Vereinigtes Königreich (BPI) | 3× Platin                                                              | 1.800.000 |
| Insgesamt                    | 2× Gold · 24× Platin ·                                                 | 3.175.000 |

Hauptartikel: Radiohead/Auszeichnungen für Musikverkäufe